# Lomographa contrastaria
Lomographa contrastaria är en fjärilsart som beskrevs av Fuchs 1901. Lomographa contrastaria ingår i släktet Lomographa och familjen mätare. Inga underarter finns listade i Catalogue of Life.